# Pavetta diversicalyx
Pavetta diversicalyx är en måreväxtart som beskrevs av Diane Mary Bridson. Pavetta diversicalyx ingår i släktet Pavetta och familjen måreväxter. Inga underarter finns listade i Catalogue of Life.